# Aleksandra Kałucka
Aleksandra Kałucka (født 2001) er en polsk sportsklatrer.
Hun repræsenterede Polen ved sommer-OL 2024 i Paris, hvor hun vandt bronze i hurtigklatring. [ 2 ]